# 발터 바릴리

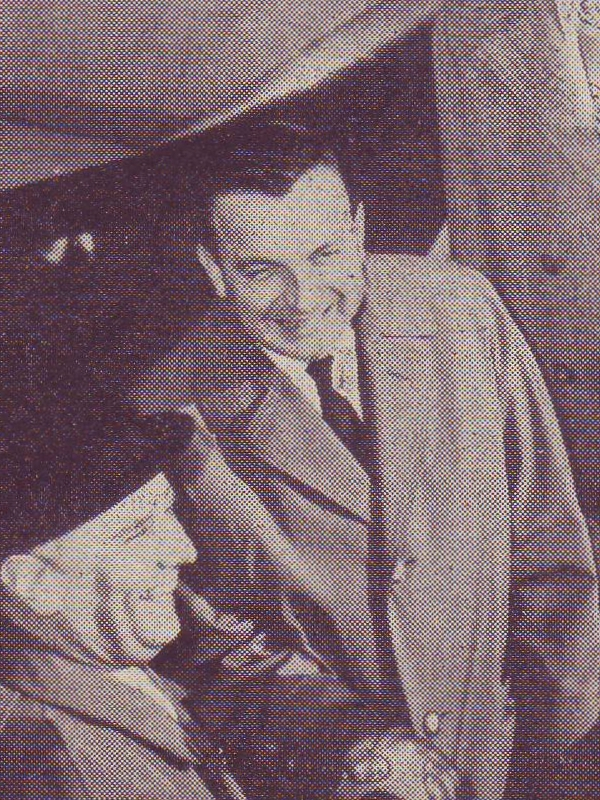
1957년 모습

발터 바릴리(Walter Barylli, 1921년 6월 16일 – 2022년 2월 1일)는 빈 필하모니 관현악단의 콘체르트마이스터, 바릴리 현악 4중주단의 창립자이자 리더, 빈 시립 바이올린 교수 등 자신의 고향 빈을 기반으로 뛰어난 경력을 쌓은 오스트리아 바이올리니스트였다.

## 훈련
바릴리는 1921년 6월 16일 빈에서 태어났다. 빈 음악 아카데미에서 필하모닉 콘체르트마이스터 프란츠 마이레커(Franz Mairecker)와 뮌헨에서 공부했고, 어린 시절에 뛰어난 성공을 거둔 바이올리니스트 플로리젤 폰 로이터(Florizel von Reuter)와 뮌헨에서 공부했다. 폰 로이터는 이 15세 소년을 뮌헨에 있는 자신의 집으로 데려가서 부모에게 과도한 비용을 들이지 않고 학업을 계속할 수 있도록 했다.